# Félix de Backer
Pour les articles homonymes, voir De Backer.
Félix Louis François de Backer (1850-1928) est un médecin français des XIXe et XXe siècles. S'inspirant des théories et travaux de Claude Bernard et Louis Pasteur, il s'est consacré à l'étude de la fermentation thérapeutique et de l'antisepsie. Il est l'auteur de quelques ouvrages et de nombreux articles essentiellement relatifs à ces thèmes.

## Biographie
Félix Louis François de Backer (ou Debacker) nait à Bailleul (département du Nord) le 16 juin 1850, (et non le 16 janvier 1851,). Il est le fils de Charles Louis de Backer, tourneur en bois, et de Sophie Rosalie Mélanie Delplace. Le registre d'état-civil orthographie son nom « Debacker », son père signe « DeBacker ». Sur les livres ou articles publiés par lui ou sur lui, l'orthographe de son nom varie entre « de Backer » et « De Backer ».
Il est élève de la faculté de médecine de Paris. Il suit les cours de Claude Bernard, Philippe Van Tieghem, Louis Pasteur.
Lors de la guerre de 1870, il fait, en qualité d'infirmier volontaire, la campagne du Nord.
Externe à l'Hôtel-Dieu dans le service du professeur Charles Richet, il obtient le 1er août 1881 le diplôme national de docteur en médecine en soutenant sa thèse Les hallucinations et terreurs nocturnes des enfants et adolescents. Il exerce ensuite la médecine à Tourcoing en 1882, à Roubaix en 1887, puis vient s'établir à Paris en 1892.
Le Dictionnaire national des contemporains le dit également « chimiste ».
Félix de Backer, domicilié à Roubaix (Nord) , épouse à Paris 17e  le 21 juillet 1884 Louise Jeanne Marie Delorme, née à Mirecourt (Vosges) le 1er février 1861, qui décède à Paray-le-Monial (Saône-et-Loire) le 18 septembre 1945.
Il meurt à Paris le 18 février 1928, à l'âge de 77 ans.

## Travaux
Dès la fin de ses études, Félix de Backer s'inspire des théories de Claude Bernard et de Louis Pasteur pour se livrer à l'étude des ferments du point de vue thérapeutique. Il fait sienne la phrase de Claude Bernard : « La fermentation, tout est là, jeunes médecins ».
Il s'intéresse à la microbiologie et, à la suite de Pasteur, il travaille à la vulgarisation des bienfaits de l'antisepsie. En 1886, il fonde à Roubaix les « Laboratoires antiseptiques de Roubaix », dont il est le directeur scientifique en 1888. Deux motivations principales guident son action. Il réalise d'abord que l'absence d'antiseptiques dans une région fortement peuplée et fortement industrialisée, où les accidents de toute nature abondent, a des conséquences néfastes en matière de santé publique, à la suite des infections. Il constate ensuite que la France importe nombre de produits antiseptiques, à des prix souvent élevés ne permettant pas un large usage dans la population. Faire en sorte que la France fabrique elle-même les antiseptiques dont elle a besoin donne à ses initiatives, un côté « national ».
Les « Laboratoires de Roubaix » fabriquent ainsi, dans la région la plus industrieuse du pays où les matières premières abondent, les pansements les plus variés, divers antiseptiques, des bandes,compresses, gaze, etc.
Il complète cette action en concevant un « stérilisateur portatif », sous forme de valise, destiné à favoriser l'asepsie la plus grande en matière de soins. Le médecin peut y placer ses instruments et ses pansements afin d'éviter l'infection au moment d'intervenir sur une plaie ou une lésion.
À son arrivée à Paris en 1892, il installe un laboratoire rue Gavarni à Passy. Il y élabore différents ferments purs, destinés à des injections hypodermiques, pour un usage interne. Il met également au point des ferments levures et des peptones de ferments levures assimilables. Il expérimente le résultat de ses recherches pour le traitement de la diphtérie en 1893, de la tuberculose en 1894, du cancer en 1895.
En 1896, Félix de Backer met au point un saccharomyus backerinces, qu'il utilise pour soigner l'anémie, la tuberculose, le diabète, la furonculose.
Fin XIXe, début XXe siècle, sa poudre fermentescible saccharomyus backerinces aurait été d'un usage très répandu pour le traitement de l'anémie, de la tuberculose, du diabète, de la furonculose, etc.
Félix de Backer a également conçu une « seringue hypodermique à cartouche antiseptique » qui permet d'injecter le produit souhaité en toute sécurité.
il jouit d'une très bonne réputation dans le monde médical, il met en œuvre des cures. Toutefois, celles-ci ne permettent pas de démontrer l'efficacité de tous ses remèdes.
Le Dr de Backer était membre de la société des médecins du IXe arrondissement et de plusieurs sociétés savantes.
Entre 1895 et 1902, les produits et instruments conçus par le docteur de Backer font l'objet de publicités régulières dans la publication périodique Bulletin commercial, annexe de l'Union pharmaceutique.
Les travaux du docteur de Backer vont inspirer des confrères qui vont l'imiter, sans d'ailleurs toujours lui attribuer la paternité des traitements appliqués.

## Œuvres
Les œuvres de Félix de Backer sont de plusieurs ordres : quelques livres, des articles publiés notamment dans une revue qu'il crée et dont il poursuit la publication sous des titres divers, et des communications lors de congrès médicaux. Ses publications concernent essentiellement le monde médical mais pas uniquement. Plusieurs de ses écrits sont disponibles sur Gallica.
Nombre de ses écrits médicaux paraissent à des fins largement commerciales. Néanmoins, plusieurs font l'objet de rééditions.
Un de ses livres, relatif aux guérisons non expliquées se produisant lors de pèlerinages à Lourdes, et qualifiées par lui-même de « miraculeuses » lui vaut l'approbation des autorités de l'Église, et les louanges de la presse religieuse comme La semaine religieuse du diocèse de Rouen.
Entre 1920 et 1924, plusieurs numéros du périodique bimensuel Le Médecin français présentent les travaux de Félix de Backer et accueillent des articles qu'il a écrits. Le Dr de Backer y insère également des publicités en faveur de produits qu'il a mis au point, ferments contre la tuberculose en particulier.

### Livres
Félix de Backer publie son premier livre en 1876, à 26 ans, alors qu'il est encore étudiant en médecine. il s'agit d'une biographie où il montre des qualités d'historien.
- Vie de Madame Van der Meersch, née Julie Behagel, Paris-Lyon, 1876, disponible sur Gallica[14] et sur les sites de vente en ligne[15], réédité en 2017[16].
- Les hallucinations et terreurs nocturnes des enfants et adolescents, sujet de thèse, Paris, 1881.
- Nécessité de l'accouchement antiseptique dans les centres populeux, Paris, 1885, 51 p.[17].
- En attendant le médecin, 1882, disponible sur Gallica[18], réédité en 2013[19].
- Le choléra en 1890, Paris, 1890, 64 p., disponible en ligne[20].
- Louis XVII au cimetière Sainte-Marguerite, enquêtes médicales, Paris, 31 p., 1894, disponible en ligne[21]. Il s'agit d'une plaquette consacrée au fils de Louis XVI. Félix de Backer est chargé, avec d'autres experts, d'examiner les ossements réunis et inhumés en 1846 au cimetière Sainte-Marguerite. Il conclut s'être trouvé en présence des restes d'un jeune homme rachitique, atteint de scoliose, dont il ne peut confirmer ni l'âge ni l'identité[3].
- A Monsieur Pasteur, Ferments thérapeutiques, 24 p., 1894, disponible sur Gallica[22], réédité en 2017[23].
- Les ferments thérapeutiques, 1896[4], en collaboration avec J. Bruhat et le docteur A. Charlier, disponible sur Gallica[24]. Des éléments de cet ouvrage sont utilisés dans un article de la Revue critique de médecine et de chirurgie du 1er avril 1900 au sujet des vertus de la levure de bière[25].
- La fermentation humaine, 1900, 2 volumes[4], édition de 1899 en 1 volume disponible sur Gallica[26], réédité en 2017[27].
- Lourdes et les médecins, 1905, compte-rendu scientifique des miracles dont Félix Debacker déclare avoir été le témoin[3], disponible sur Gallica[28], réédité en 2018[29].
- La Guérison du cancer, Paris, 1905, disponible sur Gallica[30], réédité en 2017[31].

### Articles
- En 1888, Félix de Backer fonde une revue mensuelle dont il assure la parution jusqu'en 1923, sous des titres différents : Revue spéciale de l'antisepsie médicale et chirurgicale, Revue trimestrielle générale d'asepsie et des ferments thérapeutiques[3], Revue de l'antisepsie[4]. Il y publie la plupart des travaux de microbiologie et de physiologie effectués dans son laboratoire[4]. L'objectif de la revue est de développer les progrès de l'antisepsie et d'en propager les bienfaits auprès d'un public médical et para-médical le plus large[5], tout en assurant la promotion des produits et remèdes que le docteur crée.
- En 1892, (ou 1893[3]), il adresse à la Société de Biologie, une communication sur l'influence des injections de ferments purs dans les maladies microbiennes, et en particulier de la diphtérie[4].
- « La Cancérose et les ferments antinéoplastiques », supplément à La Revue générale de l'asepsie, 69 p., 3e édition, 1906, disponible sur Gallica[32]. La version initiale du texte, « De la Cancérose et de son traitement au moyen des ferments purs », 16 p., 1897, a fait l'objet d'une communication à la Société médicale du IXe arrondissement le 13 mai 1897, et figure comme supplément au Journal de médecine de Paris[33].
- « La Guérison de la tuberculose et les ferments antibacillaires », supplément à la Revue générale de l'asepsie, 92 p., 7e édition, 1906[34].
- « La Furonculose et les ferments antifuronculeux », supplément à la Revue générale de l'asepsie, 30 p., 1906[35].
- « Le Lymphatisme et les ferments antilymphatiques », supplément à la Revue générale de l'asepsie, 47 p., 6e édition, 1906[36].
- « Le Diabète et les ferments antidiabétiques », supplément à la Revue générale de l'asepsie, 64 p., 5e édition, 1906[37].

### Communications
Le Dr de Backer rend compte de ses travaux et résultats dans de nombreux congrès médicaux.
- Estimant avoir obtenu des résultats probants de guérison de la tuberculose par le procédé des injections de ferments purs, Félix de Backer fait plusieurs communications lors de congrès tenus à Rome, Budapest, Caen, Lille, etc.[4], ce qui contribue à l'estime dont il jouit dans le monde médical.
- Au congrès de chirurgie tenu à Paris en mars 1888, Félix de Backer fait une communication sur les moyens d'assurer la stérilisation des instruments chirurgicaux et des pansements antiseptiques[8].
- Au congrès de Berlin du 4 août 1890, est lue une communication de M. le Dr de Backer sur « l'antisepsie préventive des affections utéro-ovariennes »[38].
- En 1899, il fait connaitre au congrès de Lille, les peptones de ferments-levures composées par lui et il montre que « la cellule digérée vivante est bien supérieure à la viande qui est de la cellule tuée[4] ».
- Les communications lors de congrès scientifiques sont également le fait de médecins étrangers qui confirment les bons résultats obtenus par les ferments-levures, soigneusement épurés et sélectionnés, du Dr de Backer[4].

## Distinctions
Félix de Backer a reçu la croix commémorative de Genève (décoration de la Croix-Rouge) au titre de sa participation en tant qu'infirmier à la guerre franco-allemande de 1870.